# Lumea nouă (film din 2005)
Lumea nouă (engleză: The New World) este un film dramă istoric și romantic scris și regizat de Terrence Malick. Filmul este o aventură istorică ce relatează fondarea coloniei Jamestown, Virginia și are ca protagoniști personajele istorice Căpitanul John Smith și Pocahontas. Este al patrulea film scris și regizat de Malick.
Distribuția include pe Colin Farrell, Q'orianka Kilcher, Christopher Plummer, Christian Bale, August Schellenberg, Wes Studi, David Thewlis și Yorick van Wageningen. Echipa de producție include pe cameramanul Emmanuel Lubezki, designerul de producție Jack Fisk, costumiera Jacqueline West, editorii Richard Chew, Hank Corwin, Saar Klein și Mark Yoshikawa și compozitorul James Horner.
Produs de Sarah Green, filmul a primit numeroase premii și nominalizări pentru imagine, coloană sonoră, interpretarea lui Kilcher și pentru producție. Filmul a primit recenzii pozitive, unii critici numindu-l unul dintre cele mai bune filme ale deceniului. Cu toate acestea, a fost o dezamăgire financiară. Filmul a fost nominalizat la Oscar pentru Cea mai bună imagine.

## Subiect
În 1607, Pocahontas (Q'orianka Kilcher), fiica șefului de trib Powhatan, împreună cu alții din tribul ei, observă sosirea a trei corăbii engleze trimise pentru a fonda o colonie în Lumea Nouă. La bordul uneia dintre nave se află Căpitanul John Smith (Colin Farrell) în lanțuri, sub punte. Deși inițial este condamnat la moarte prin spânzurare pentru instigare la revoltă, odată ajunși pe mal, Smith este grațiat de Căpitanul Christopher Newport (Christopher Plummer), comandantul expediției.
Deși potențialul noii așezări este inițial optimist bolile, lipsa de disciplină, proviziile limitate și tensiunile cu băștinașii pun în pericol succesul expediției. Smith pornește împreună cu un grup mic în amonte pe râu pentru a încerca să facă comerț cu băștinașii în timp ce Newport se întoarce în Anglia după provizii. În timpul misiunii Smith este capturat de un grup de băștinași care îl aduc în fața șefului de trib, Powhatan (August Schellenberg). După ce este interogat, căpitanul este pe cale de a fi executat. Este cruțat în momentul în care Pocahontas intervine și îi salvează viața.
Trăind printre băștinași ca prizonier pentru o perioadă îndelungată Smith este bine tratat și obține prietenia și încrederea tribului. Ajungând să admire acest nou mod de viață, se îndrăgostește puternic de Pocahontas, care este intrigată de englez și de metodele sale. Șeful de trib îl duce pe Smith înapoi la Jamestown cu înțelegerea ca englezii să plece în primăvara următoare, după ce se întorc corăbiile. La întoarcere Smith găsește așezarea într-o stare de tensiune. Forțat să accepte postul de guvernator, găsește pacea făcută cu băștinașii înlocuită cu lipsuri, moarte și responsabilitățile dificile ale noii sale funcții. Smith dorește să se întoarcă la Pocahontas dar elimină din gând această dorință. El crede că timpul petrecut alături de băștinași a fost "un vis" din care acum s-a trezit. Numărul coloniștilor se diminuează în timpul iernii iar cei care au supraviețuit sunt salvați după ce Pocahontas împreună cu un grup sosesc cu mâncare, îmbrăcăminte și provizii.
Odată cu sosirea primăverii, Powhatan realizează că englezii nu intenționează să plece. După ce află faptul că fiica sa i-a ajutat, ordonă un atac asupra așezării și o exilează pe Pocahontas. Respingând atacul, coloniștii află de exilarea lui Pocahontas. Organizează un schimb pentru ca tânăra femeie să fie luată captivă și folosită ca monedă de schimb pentru a stopa alte atacuri. Când Smith se opune acestor planuri, este revocat din funcția de guvernator. După ce Pocahontas este adusă în Jamestown, ea și Smith își continuă povestea de dragoste. Însă întoarcerea căpitanului Newport complică lucrurile. Newport îi spune lui Smith despre o ofertă din partea regelui să conducă o expediție proprie pentru a găsi o cale spre Indiile de Est. Aflat în situația de a alege între a rămâne cu Pocahontas și posibilitatea de a-și îmbunătăți cariera, căpitanul decide să se întoarcă în Anglia. Înainte să plece, lasă instrucțiuni unui alt colonist. Mai târziu acesta îi spune lui Pocahontas că Smith a murit înecat în timpul călătoriei.
Devastată de această veste, Pocahontas devine depresivă. Locuind în continuare în Jamestown, este consolată de un nou colonist, John Rolfe (Christian Bale). El o ajută să adopte modul de viață englez. Este botezată, primește educație și în cele din urmă se căsătorește cu Rolfe și dă naștere unui băiat. După o vreme află că Smith este totuși în viață. Rolfe și familia sa primesc ocazia de a călători în Anglia. Ajunsă în Anglia și având o audiență cu regele și regina, Pocahontas este copleșită de minunile acestei "Lumi Noi". Aflată în Anglia, are o întâlnire privată cu Smith.
Reîntâlnirea este stânjenitoare pe alocuri. Stadiul vieților lor actuale arată cât de mult cei doi s-au schimbat. Smith recunoaște faptul că ar fi făcut o greșeală prin faptul că a ales cariera în loc să rămână cu Pocahontas. El spune că ceea ce au trăit în Virginia nu a fost un vis, ci "singurul adevăr". Când este întrebat de Pocahontas dacă a găsit Indiile, el răspunde "Se poate să fi navigat pe lângă ele". Cei doi se despart și nu se mai văd niciodată. Realizând că Rolfe este bărbatul pe care îl iubește, îl acceptă în final ca soț. Pocahontas și Rolfe fac aranjamente să se întoarcă în Virginia. Însă, în timpul călătoriei, ea se îmbolnăvește și moare.
Filmul se încheie cu Pocahontas și fiul ei jucându-se în grădina locuinței lor din Anglia. Rolfe, ca narator, citește o scrisoare adresată fiului lor despre mama sa decedată. În ultimul moment al filmului, Pocahontas spune "Mamă, acum știu unde locuiești" în vreme ce filmul se încheie cu imagini cu natura din Lumea Nouă.

## Distribuția
- Colin Farrell în rolul Căpitanului John Smith
- Q'orianka Kilcher în rolul lui Pocahontas
- Christian Bale în rolul lui John Rolfe
- Christopher Plummer în rolul Căpitanului Christopher Newport
- August Schellenberg în rolul șefului de trib Powhatan
- David Thewlis în rolul lui Edward Wingfield
- Yorick van Wageningen în rolul lui Samuel Argall
- Ben Mendelsohn în rolul lui Ben
- Raoul Trujillo în rolul lui Tomocomo
- Brian F. O'Byrne în rolul lui Lewes
- Irene Bedard în rolul mamei lui Pocahontas
- John Savage în rolul lui Thomas Savage
- Jamie Harris în rolul lui Emery
- Janine Duvitski în rolul lui Mary
- Michael Greyeyes în rolul lui Rupwew
- Jonathan Pryce în rolul regelui Iacob I al Angliei
- Alexandra W.B. Malick în rolul reginei Ana a Danemarcei

## Producția

### Pregătirile
Malick a început să lucreze la scenariul pentru filmul Lumea nouă la sfârșitul anilor 1970. După ce a realizat filmul La hotarul dintre viață și moarte, Malick a lucrat la un film despre Che Guevara și revoluția sa eșuată din Bolivia. Când încă trebuia să se stabilească finanțarea, Malick a primit oferta să regizeze Lumea nouă și a părăsit proiectul Che Guevara în martie 2004. Producția filmului Lumea nouă a început în luna iulie a aceluiași an.

### Filmările
Filmul este important pentru accentul pus pe autenticitate, de la locații și costume până la folosirea de actori descendenți din băștinașii americani care au fost pregătiți de Blair Rudes, profesoară de lingvistică la Universitatea din Carolina de Nord, să vorbească o formă extinctă a limbii Powhatan recreată pentru film.
Filmul a fost turnat pe râul Chickahominy, un afluent al râului James, nu departe de locația în care s-au petrecut evenimentele reale, și în locații învecinate. Echipa filmului a creat reconstrucția coloniei Jamestown și a satului Powhatan bazându-se pe descoperirile arheologice și sub consultanța istoricilor. Au folosit unelte și materiale corelate cu mediul geografic și tehnologic al locației. Producția filmului a pus atât de mult accentul pe autenticitate încât a căutat să planteze soiuri istorice de porumb și tutun, în loc să folosească soiurile contemporane.
Scenele din Anglia au fost turnate la Palatul Hampton Court și la casa Hatfield, în apropiere de Londra, și în exteriorul bibliotecii Bodleian a Universității din Oxford.
Lumea nouă este primul film de studio după nouă ani care să fie turnat pe peliculă de 65 mm (pentru scenele fără efecte vizuale). Precedentul a fost Hamlet al lui Kenneth Branagh din 1996, turnat integral pe peliculă de 65 mm.
Filmările au fost finalizate după trei luni și jumătate în noiembrie 2004.

### Montajul și întârzierile
Filmul a fost inițial planificat pentru lansare în noiembrie 2005 dar lansarea a trebuit să fie amânată. Malick încă edita scenele care au fost turnate. El este cunoscut pentru faptul că își editează filmele până în ultima clipă,  de multe ori tăind scene și lăsând anumite personaje în afara versiunii finale, la fel ca și în cazul filmului La hotarul dintre viață și moarte. La începutul lunii decembrie, o versiune de 150 de minute a fost prezentată criticilor pentru luarea în considerare pentru sezonul de premii. A fost lansată pentru o săptămână, de la Crăciun până la Anul Nou, în două cinematografe, unul în Los Angeles și unul în New York, pentru a putea intra în cursa pentru premiile Oscar.
Pentru lansarea cinematografică, care a început pe 20 ianuarie 2006, Malick a modificat filmul din nou, reducându-l la 135 de minute, dar a introdus scene care nu au fost incluse în prima versiune. A modificat o parte din scenele narative extinse ale filmului pentru a clarifica subiectul. Modificări substanțiale au fost realizate și în prima jumătate de oră a filmului, aparent pentru a accelera evoluția subiectului. Aceasta este versiunea care a fost lansată pe DVD. Prima versiune a fost disponibilă ca Download Digital în Statele Unite pentru cei care au cumpărat DVD-ul. În Italia, prima versiune a făcut parte dintr-un set de două discuri a distribuitorului Eagle Pictures, set care conținea ambele versiuni.
O a treia versiune, de 172 de minute, întitulată "Versiunea extinsă", a fost lansată pe DVD de New Line în octombrie 2008. Deși conține scene noi, această versiune este în mare parte asemănătoare cu versiunea de 150 de minute.

### Coloana sonoră
Editarea lui Malick a avut ca efect și respingerea parțială a muzicii compuse de James Horner. Horner a scris și rescris muzica pentru scene care erau schimbate, reeditate masiv sau eliminate complet din film. Muzica inițială nu se potrivea cu filmul sau nu avea un sens cronologic în film. Pentru versiunea finală, Malick a combinat porțiuni din muzica lui Horner cu preludiul lucrării Aurul Rinului al lui Wagner, Concertul pentru pian nr. 23 al lui Mozart și alte piese pentru a crea coloana sonoră a filmului. Hayley Westenra interpretează melodia "Listen to the Wind", compusă de Horner și Glen Ballard. Nici această melodie nu a fost folosită în film.

## Acuratețe istorică
Filmul lui Malick combină istoria scrisă cu miturile populare. Urmărește în linii mari viața lui Pocahontas, de la tinerețea ei în satul Powhatan, perioada petrecută în colonia Jamestown, căsătoria cu John Rolfe, călătoria în Anglia până la moartea ei prematură. Dar Malick mai adaugă elemente din tradiția literară conform căreia Pocahontas s-ar fi îndrăgostit de John Smith.
Mai sunt și alte modificări ale istoriei scrise. Filmul relatează că Smith părăsește colonia Jamestown la ordinele regelui și că îi pune pe coloniști să-i spună lui Pocahontas că s-a înecat. În realitate Smith a părăsit Jamestown în 1609 din cauza unei leziuni după ce cornul său cu praf de pușcă a explodat rănindu-i grav piciorul. Lui Pocahontas i s-a spus mai târziu că a murit în drumul spre Anglia. În film, Pocahontas este răpită de Samuel Argall când Smith încă se afla în Jamestown. În realitate, Pocahontas a fost răpită în 1613, la patru ani după plecarea lui Smith.
Wingfield este împușcat de coloniști dar în realitate el a trăit până în 1630 și a scris câteva cărți despre Jamestown. Într-o scenă, pe pieptul și umărul lui Smith sunt tatuaje. Acest aspect nu este corect. Practica tatuajelor a dispărut din Europa după ce păgânii s-au convertit la creștinism. Occidentul nu a mai adoptat practica tatuajelor decât după ce exploratorii britanici au văzut polinezieni tatuați la sfârșitul secolului al XVIII-lea. Cel mai probabil Smith nu avea tatuaje iar nimeni nu a stat să acopere tatuajele proprii ale lui Farrell. Totuși, dacă Smith avea tatuajele de la băștinași atunci era corect din punct de vedere istoric. De exemplu, soldații francezi aveau tatuaje ale triburilor locale cu care erau aliați pentru a întări legăturile.
Cercetătorii tribului Powhatan nu sunt de acord cu cea mai mare parte a poveștii. Cel mai important, "Pocahontas" nu era un nume ci o poreclă ce însemna "cea obraznică" sau "copil răsfățat". Numele ei adevărat era Matoaka.
Conform profesorului de istorie Cathy Schultz: "Filmul îi prezintă pe indieni trăind în armonie cu natura și cu celălalt. Sunt pașnici excepție făcând atunci când sunt deranjați de englezi. ... În realitate Powhatan, tatăl lui Pocahontas, era un șef de trib viclean și dur, care conducea prin cucerirea triburilor învecinate. Pricepuți politic și feroce în bătălii, poporul său era departe de creaturile inocente și copilărești din film."

## Receptare critică
Filmul a primit în general recenzii pozitive. Unii critici au lăudat filmul pentru imagine și jocul actoricesc în vreme ce alții au criticat ritmul lent și subiectul nefocalizat. Robert Ebert a acordat filmului patru stele din patru spunând "prin ceea ce se remarcă Malick este faptul că refuză cert să știe mai multe decât trebuie... Evenimentele din acest film, inclusiv bătăliile tragice dintre indieni și coloniști, par să se întâmple pentru prima dată" și l-a numit pe Malick "un vizionar". Mick LaSalle de la San Francisco Chronicle a numit filmul "o capodoperă" în vreme ce alții, cum ar fi Ty Burr de la The Boston Globe, Peter Travers de la Rolling Stone, Richard Corliss de la Time și David Ansen of Newsweek au dat filmului recenzii pozitive.
Pe de altă parte, Stephen Hunter de la The Washington Post a criticat filmul ca fiind "grandios până aproape de punctul de a fi static", în vreme ce alții precum Joe Morgenstern de la The Wall Street Journal l-a criticat ca fiind "lent", "subdramatizat" și "distant din punct de vedere emoțional". Deși a îndeplinit cerințele pentru luarea în considerare la Premiile Oscar, filmul a primit o singură nominalizare, pentru Cea mai bună imagine.
În noiembrie 2009 Time Out New York a poziționat filmul pe locul patru în lista celor mai bune filme ale deceniului spunând:
Puterea particulară a acestui poem tonal vine din faptul că ambele personajele sunt resemnate cu soarta lor, ca și când ar simți o mână ce le ghidează toate acțiunile. Ultimele pasaje din idila lui Malick, după ce Pocahontas merge într-o călătorie tragică, sunt cele mai bune ale carierei lui, cel mai important fiind prezentarea sa a morții prințesei și a transfigurării ei - o secvență zguduitoare de cinci minute care nu încetează să te miște.
În ianuarie 2010, Mick LaSalle de la San Francisco Chronicle a declarat filmul ca fiind cel mai bun al deceniului spunând:
Filmul unic al lui Terrence Malick, despre viața lui Pocahontas și despre începuturile istoriei americane, conține unele dintre cele mai bune scene imaginabile - unele chiar întrecând orice imaginație. L-am văzut de cel puțin cinci ori și nu îmi dau seama cum știa Malick, când l-a făcut, că acest va avea măcar un sens. Este dificil să scrii un poem scurt dar foarte bun. Este greu să scrii un roman lung dar foarte bun. Dar să scrii un poem lung și foarte bun care să fie de dimensiunile unui roman lung și foarte bun - unul care să aibă sens, să nu fie pretențios și să fie mai bun decât ar putea fi un poem scurt sau un roman lung - este aproape imposibil. Malick a reușit. Prin imagini.
Filmul deține rangul de "certified fresh" pe Rotten Tomatoes, având un scor de 61% bazat pe 166 de recenzii. Pe Metacritic filmul are un scor de 69 din 100 ceea ce înseamnă "recenzii în general pozitive".